# Rum Pond
Der Rum Pond (englisch für Rumtümpel) ist ein Tümpel im ostantarktischen Viktorialand. Er ist neben dem Tot Pond der größere und östlichere zweier zugefrorener Tümpel im Talgrund des Alatna Valley in der Convoy Range.
Der Tümpel gehört zu einer Reihe von geographischen Objekten in der Convoy Range, deren Namen in Verbindung zur Seefahrt stehen. Rum gehörte zu den traditionellen Getränken von Seeleuten und auch zum Vorrat einer Mannschaft des New Zealand Antarctic Research Programme, die zwischen 1989 und 1990 in diesem Gebiet tätig war und die Benennung vornahm.